# テレビ東京系列平日午後の情報番組枠
テレビ東京系列平日午後の情報番組枠（テレビとうきょうけいれつへいじつごごのじょうほうばんぐみわく）とは、テレビ東京をはじめとするTXN系列で、平日（月曜日 - 金曜日）の午後に放送されているワイドショー・情報番組の一覧のこと。

## 歴史
当時の東京12チャンネル経営再建において積極的に働きかけていた毎日放送（MBS）が、共同制作の名目で1970年4月改編より『ファミリースタジオ230』として開始した。月曜日から水曜日を大阪MBSから、木・金曜日を東京12チャンネルから放送した。
1975年4月改編にてMBSがネットチェンジによりJNN入りしたことを機に『奥さん!2時です』は終了。番組枠はそのまま東京12チャンネルが存続し、新たにサンテレビとKBS京都と共同制作で『こんにちは!奥さん2時です』に改題。月・木・金を東京12チャンネル、火曜日をKBS、水曜日をサンテレビ制作として分け合う。しかしテレビ東京への社名変更とテレビ大阪の開局などの日経系テレビネットワーク旗揚げが目前であり、『平光淳之助のひるワイド・2時の家庭百貨』からは東京12チャンネルの単独制作となる。だがこの時間のワイドショー枠も1982年秋改編をもって幕を閉じる。
一方で当時の三越事件の余波で1982年4月改編で『リビング2』（フジテレビ系）が終了。しかしテレビ通販番組の復活を強く求めていた三越はテレビ東京に場を移すことになる。これにより1983年5月より新たな情報番組『レディス4』が開始される。なお、『リビング2』のフォーマットを踏襲したため生活情報と通販に特化され、14時台時代のようなワイドショー型のフォーマットはテレビ東京系から事実上消滅した。以後後継番組の『L4 YOU!』を含め、満30年の歴史を持つ長寿枠となる。
2016年に入って体系が大きく変わる。まず4月より地域限定スポンサードネット枠に降格し、スポンサードネットから外れる北海道と福岡と系列外ネット局では3月をもって打ち切りとなった。

さらに同年10月に入ると、大阪・愛知・岡山香川の各地域と関西地区の独立局でも打ち切られ、系列を結んで放送する情報番組枠は消滅した（番組自体は関東ローカル枠として継続）。
L4 YOU!は2017年3月をもって放送を終了し、同年4月からはよじごじDaysが開始される。

## 主な番組
毎日放送（MBS）共同制作
- ファミリースタジオ230（1970年4月2日 - 1970年9月30日）
- 奥さん!2時です（1970年10月1日 - 1975年3月28日）

KBS京都・サンテレビ共同制作
- こんにちは!奥さん2時です（1975年3月31日 - 1977年9月30日）
- ハーイ!2時です（1977年10月3日 - 1979年3月30日）
- 奥さま2時です（1979年4月2日 - 1980年9月26日）
- ティータイム2（1980年9月29日 - 1981年3月27日）

東京12チャンネル→テレビ東京単独制作
- 平光淳之助のひるワイド・2時の家庭百貨（1981年3月30日 - 1981年9月）
- 平光淳之助のひるのワイド・いきいき2時（1981年10月 - 1982年3月）
- 昼ワイド・あなたのスタジオ（1982年4月 - 1982年9月）
- レディス4（1983年5月2日 - 2012年9月28日）
- L4 YOU!（2012年10月1日 - 2017年3月31日）
- よじごじDays（2017年4月3日 - ）

## 系列局の独自制作番組

### テレビ愛知
編成面の都合から、TXNでは夕方ローカルニュースの放送時間が他局に比べ極端に短い。そのため事実上同枠を代替するローカルワイド番組として、平日15時台または13時台に放送されていた。番組内容も時事的な話題が多かった。
- 3時のつボッ!（2010年6月28日 - 2012年3月30日）
- 山浦ひさしのトコトン!1スタ（2012年4月16日 - 2013年3月29日）

### テレビ大阪
16時台に編成され、放送期間中『レディス4』は翌日に前日分を放送していた。
- 満点!しあわせテレビ（1999年4月5日 - 2000年9月29日）
- 満点!アイ（2000年10月2日 - 2001年9月28日）